# Cá nành xe Nhật Bản
Cá nành xe Nhật Bản, tên khoa học Monocentris japonicus, là một loài cá của họ Monocentridae, được tìm thấy trong vùng nhiệt đới Ấn Độ-Tây Thái Bình Dương, ở độ sâu từ 2 đến 100m và có thể được tìm thấy trên cả rạn đá và san hô. Nó phát triển chiều dài lên khoảng 17 cm, loài cá này được bọc với vảy lớn và nó có một cơ quan sản xuất ánh sáng ở mặt bên của hàm dưới của nó với mục đích không được biết. Anh sáng từ cơ quan này được sản xuất bởi bacteria. Loài này kiếm ăn vào ban đêm trên động vật xương sống nhỏ.

## Hình ảnh

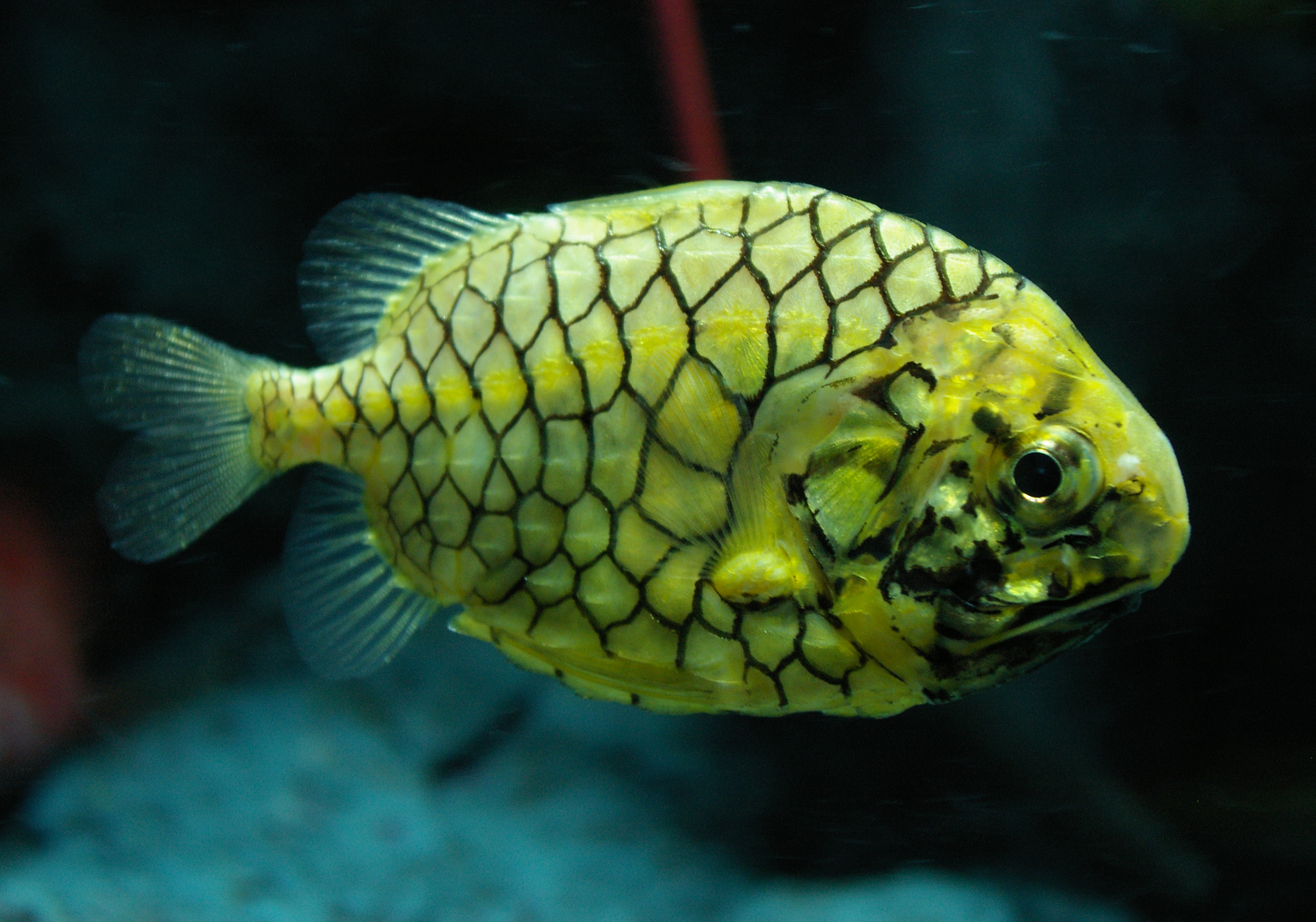
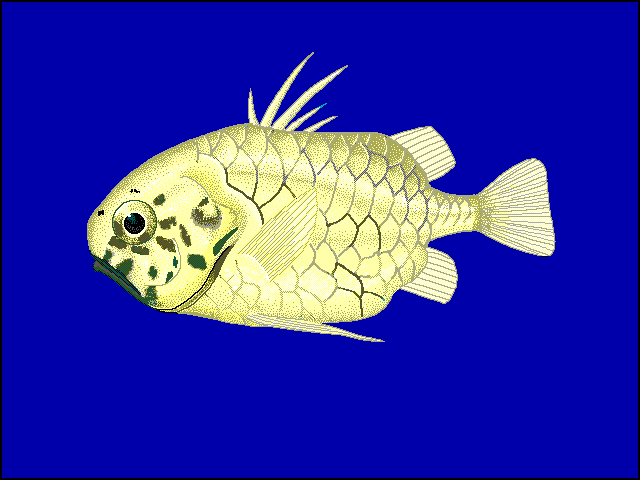
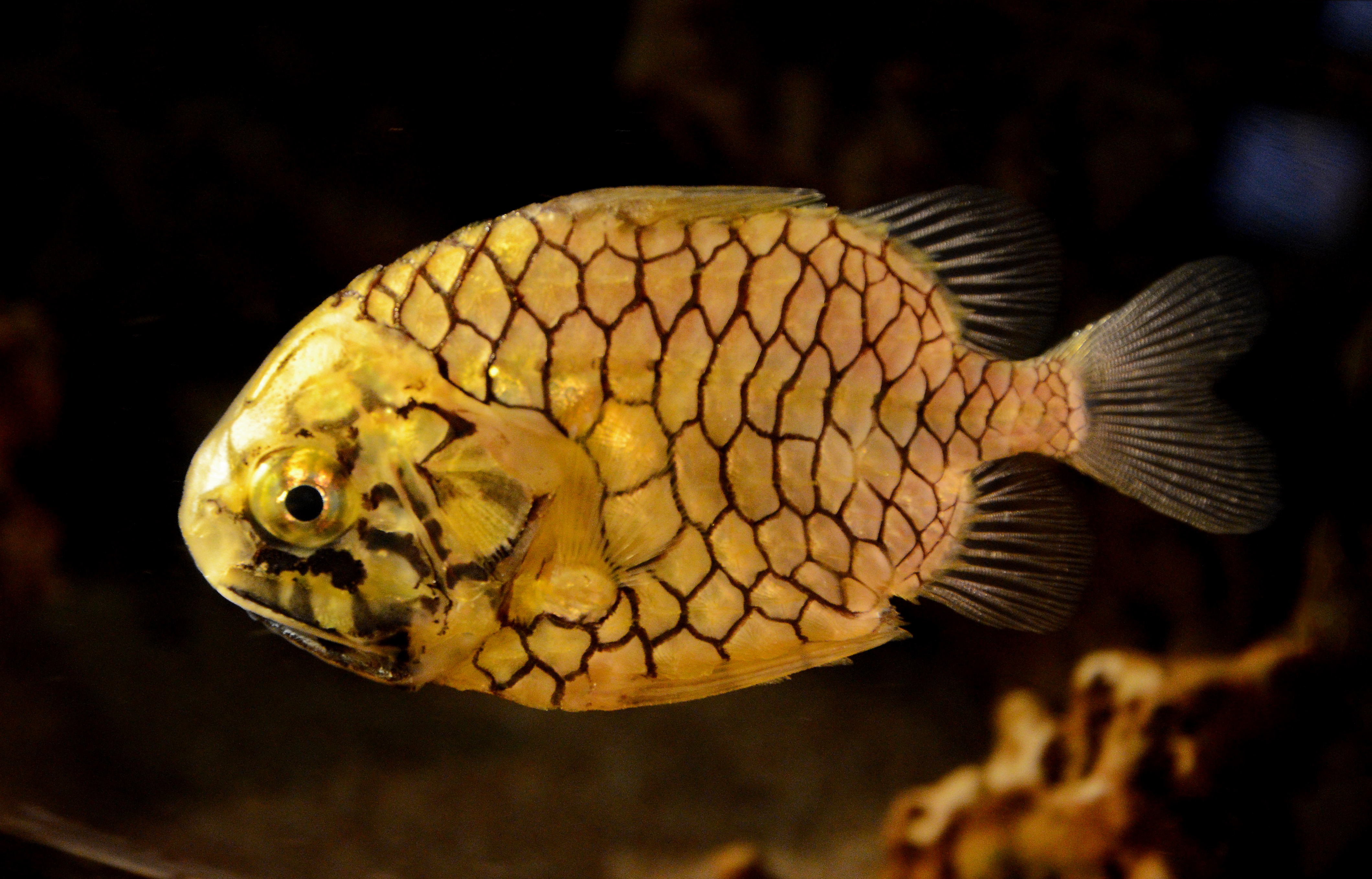
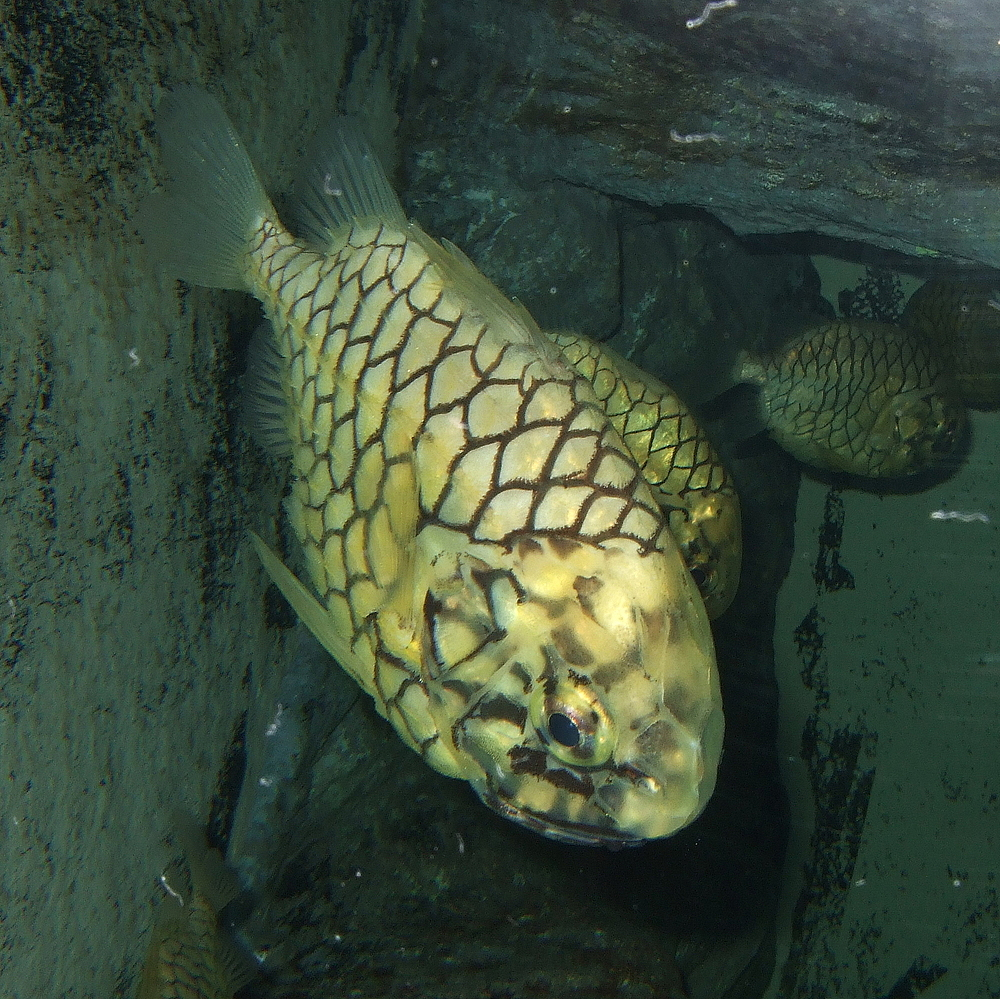
Cá nành xe Nhật Bản ở Himeji Aquarium, Nhật Bản.
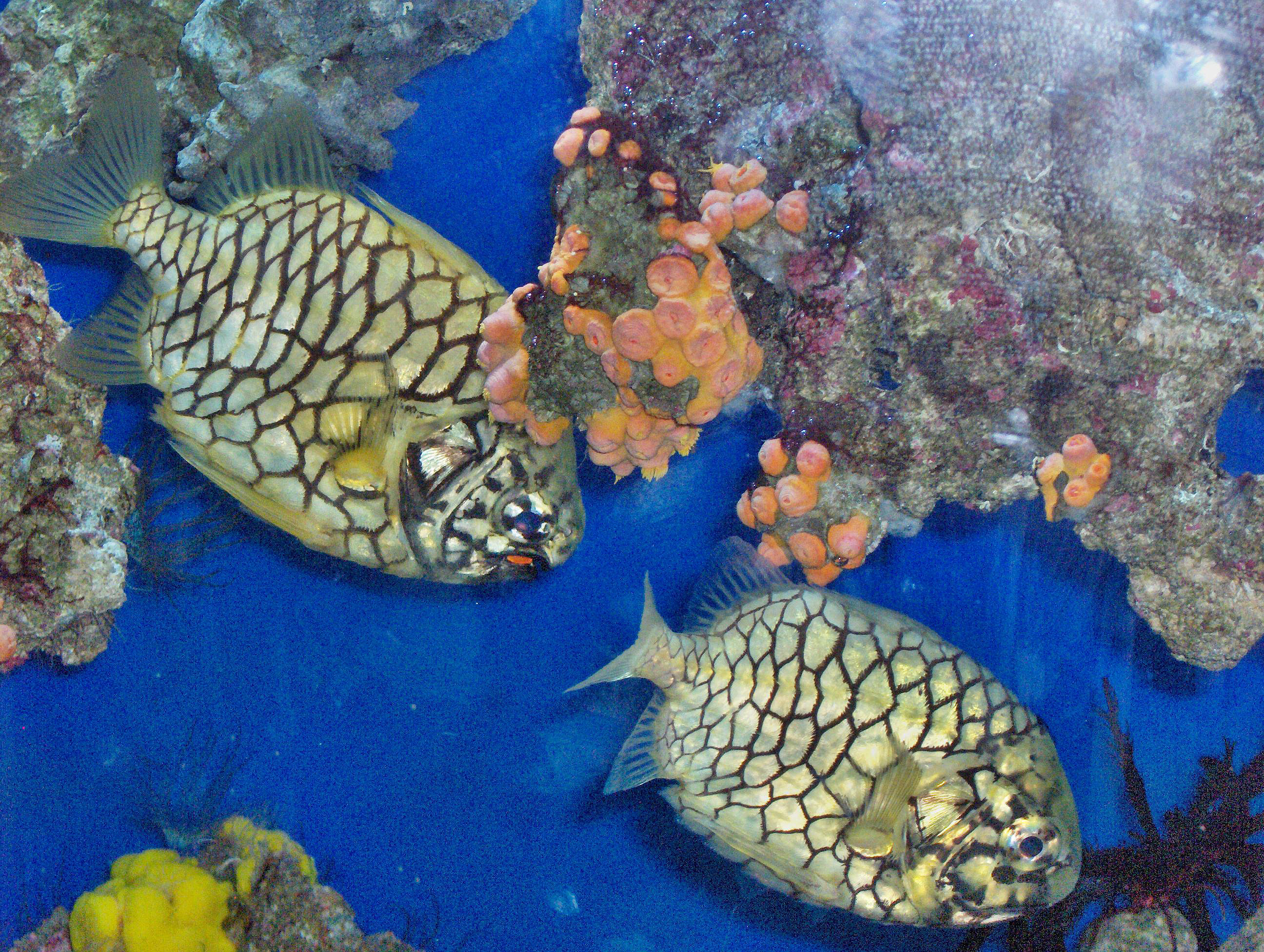
Cá nành xe Nhật Bản tại Musée Océanographique de Monaco